# Ninmyo
Keizer Ninmyō (仁明天皇, Ninmyō-tennō, 810 – 21 maart 850) was de 54e keizer van Japan volgens de traditionele volgorde. Hij regeerde van 12 december 833 tot 21 maart 850.
De persoonlijke naam (imina) van Ninmyō was Masara Shinnō (正良親王).. Hij was een zoon van keizer Saga en keizerin Tachibana no Kachiko. Ninmyō had tijdens zijn leven negen keizerinnen, hofdames en concubines, met wie hij in totaal 24 kinderen kreeg.
Ninmyō volgde zijn oom Junna op toen die troonsafstand deed. Kort na zijn troonsbestijging, benoemde Ninmyo prins Tsunesada, de zoon van Junna, tot kroonprins.. In 842 vond echter een coup d'état plaats waarbij de eerste zoon van Ninmyō, prins Michiyasu, de titel van kroonprins overnam.
Ninmyō stierf uiteindelijk op 39-jarige leeftijd. Postuum kwam hij bekend te staan als de "keizer van Fukakusa," daar dat de naam van zijn tombe is.
De regeerperiode van Ninmyō valt binnen drie tijdsperiodes van de Japanse geschiedenis:
- Tenchō [ja] (824-834)
- Jōwa (834-848)
- Kashō (848-851)

* Regent Jingu staat niet op de traditionele lijst.